# Vao (Nieuw-Caledonië)
Vao is een plaats in de provincie Province Sud in Nieuw-Caledonië. Het is gelegen in het zuiden van het eiland en gemeente Île des Pins. Ongeveer iets meer dan de helft van de inwoners van het eiland woont in Vao.
Vao is tevens duiding voor de stam van de oorspronkelijke bewoners, de Kanak, die nog steeds grootste deel van de bevolking van het eiland uitmaken. De stam heet ook Vao. Daarin ligt ook het dunbevolkte Waa jë, dat tussen Vao en Yuate Tremwatre is gelegen.